# Nocturama
Nocturama je dvanácté studiové album rockové skupiny Nick Cave and the Bad Seeds, vydané v únoru 2003 u vydavatelství Mute Records. Producenty alba byli členové skupiny spolu s Nickem Launayem a nahrávání probíhalo v březnu 2002.

## Seznam skladeb
Autorem všech skladeb je Nick Cave.
| Pořadí | Název                   | Délka |
| ------ | ----------------------- | ----- |
| 1.     | Wonderful Life          | 6:49  |
| 2.     | He Wants You            | 3:30  |
| 3.     | Right Out of Your Hand  | 5:15  |
| 4.     | Bring It On             | 5:22  |
| 5.     | Dead Man in My Bed      | 4:40  |
| 6.     | Still in Love           | 4:44  |
| 7.     | There Is a Town         | 4:58  |
| 8.     | Rock of Gibraltar       | 3:00  |
| 9.     | She Passed by My Window | 3:20  |
| 10.    | Babe, I'm on Fire       | 14:45 |

## Obsazení
Nick Cave and the Bad Seeds
- Nick Cave – zpěv, klavír, varhany
- Mick Harvey – kytara, varhany, baskytara, bonga, triangl, doprovodné vokály
- Blixa Bargeld – kytara, pedálová steel kytara, doprovodné vokály
- Thomas Wydler – bicí, perkuse
- Martyn P. Casey – baskytara
- Jim Sclavunos – bicí, perkuse, doprovodné vokály
- Warren Ellis – housle
- Conway Savage – doprovodné vokály

Ostatní
- Chris Bailey – doprovodné vokály
- Johnny Turnbull – doprovodné vokály
- Norman Watt-Roy – doprovodné vokály
- Mickey Gallagher – doprovodné vokály
- Chas Jankel – doprovodné vokály